# Frankfort (Indiana)
Frankfort es una ciudad ubicada en el condado de Clinton en el estado estadounidense de Indiana. En el Censo de 2010 tenía una población de 16.422 habitantes y una densidad poblacional de 1.004,69 personas por km².

## Geografía
Frankfort se encuentra ubicada en las coordenadas 40°16′47″N 86°30′39″O / 40.27972, -86.51083. Según la Oficina del Censo de los Estados Unidos, Frankfort tiene una superficie total de 16.35 km², de la cual 16.35 km² corresponden a tierra firme y (0%) 0 km² es agua.

## Demografía
Según el censo de 2010, había 16.422 personas residiendo en Frankfort. La densidad de población era de 1.004,69 hab./km². De los 16.422 habitantes, Frankfort estaba compuesto por el 83.88% blancos, el 0.64% eran afroamericanos, el 0.35% eran amerindios, el 0.18% eran asiáticos, el 0.01% eran isleños del Pacífico, el 13.13% eran de otras razas y el 1.82% pertenecían a dos o más razas. Del total de la población el 24.95% eran hispanos o latinos de cualquier raza.